# Nightingale (banda)
Nightingale es una banda de metal de Örebro, Suecia, formada como otro de los múltiples proyectos del multinstrumentista Dan Swanö.

## Historia
Nightingale comenzó en 1995 como un proyecto solo de rock gótico de Dan Swanö, designado a explorar su fascinación por este género, también evidente en canciones de Edge of Sanity como "Sacrificed". El primer álbum, The Breathing Shadow, fue grabado y masterizado únicamente por Swanö  en el transcurso de una semana en su hogar, el estudio Unisound, y ha sido clasificado por algunos como un tributo a la legendaria banda de rock gótico The Sisters of Mercy, cuyo sonido es similar. 
El segundo álbum The Closing Chronicles fue grabado por Swanö en abril de 1996 con su hermano Tom Nouga (nombre real Dag Swanö) actuando como productor y contribuyendo con algunas partes de guitarra. Distinto al primer álbum The Closing Chronicles esta algo influenciado por el Rock Progresivo y el Heavy metal, este se esperaba que fuera el último álbum de Nightingale. 
Después de esto la banda tocó en pequeños conciertos en los alrededores de Öbreo, con el que sería un futuro miembro permanente, Erik Oskarsson en el bajo y Ari Halinoja en la batería. Un concierto en octubre de 1998 es notable porque fue una de las pocas veces que Swanö interpretó las canciones de Edges Of Sanity en vivo, la banda introdujo dos pistas más ligeras a su set de canciones (Swanö había cesado de actuar en vivo con Edge of Sanity, citando su inhabilidad de cantar death metal por un tiempo prolongado). 
La banda volvió a Unisound en abril de 1999 a expandir su repertorio a partir de una canción demo, 'I Return', grabada por Swanö y Nouga en septiembre de 1998. El álbum I del 2000, es una secuela de los dos primeros álbumes, mitad compuesto por Dan Swanö y mitad por Tom Nouga, muchas de las canciones como Alonely y Dead or Alive son pistas, con nuevas letras (las originales escritas en sueco), recicladas por Nouga de proyectos anteriores ahora abandonados.
Para grabar Alive Again en mayo de 2002 Tom Björn se unió en la batería y Erik Oskarsson volvió para ser un miembro permanente. Este álbum ha sido el más aclamado por la crítica desde su lanzamiento en febrero de 2003, parcialmente debido a la mayor exposición de la banda causada por firmar con la discográfica estadounidense The End Records y se vieron tocando una serie de shows en vivo antes de viajar a Västerås en junio de 2004 para grabar Invisible, que fue el primer álbum de la banda que se alejó de la historia presente en sus letras que había mantenido en sus álbumes anteriores, tratando una gran cantidad de temas desde el amor hasta la historia.
La banda se encuentra actualmente preparándose para su primer gran tour, después de regrabar un número de canciones para el álbum compilación, Nightfall Overture.
En el 2006 la banda tuvo el honor de cerrar el segundo y último día del festival internacional del rock progresivo, InProg 2006. Más tarde ese año Dag declaró en su página web que ya no usaría más su alias Tom Nouga;

En septiembre de 2006 decidí parar de usar el nombre Tom Nouga y tocar bajo mi nombre verdadero

El sexto álbum de la banda es White Darkness y fue lanzado el 4 de junio de 2007.
El 19 de octubre de 2014, Nightingale lanzó su séptimo álbum de estudio, Retribution, bajo la compañía InsideOut Music. En 2017 la banda lanzó un disco en directo grabado en el Rock Hard Festival en Alemania.

## Formación actual
- Dan Swanö: Vocales, guitarras, Teclado
- Dag Swanö (Tom Nouga): Bajo, guitarras, Teclados (Miembro de: Pan.Thy.Monium)
- Tom Björn: Batería (Miembro de: Memory Garden, Memento Mori)
- Erik Oskarsson: Bajo (Miembro de: Godsend)

## Discografía
- The Breathing Shadow (1995)
- The Closing Chronicles (1996)
- I (2000)
- Alive Again (2003)
- Invisible (2004)
- Nightfall Overture (2005)
- White Darkness (2007)
- Retribution (2014)
- Rock Hard Live (2017)